# Eugen Dorcescu
Eugen Dorcescu (pseudonimul lui Eugeniu Berca; n. 18 martie 1942, Târgu Jiu, Gorj, România) este un poet, prozator, eseist și critic literar român.

## Biografie
S-a născut în 1942 la Târgu Jiu în familia învățătorilor Eugeniu și Alexandra Berca (n. Dorcescu), primind la naștere numele Eugeniu Berca, identic cu al tatălui său. A efectuat studii medii la Târgu Jiu și apoi la Liceul „Frații Buzești” din Craiova, absolvindu-le în 1961. S-a înscris apoi la Facultatea de Filologie a Universității din Timișoara, unde a urmat specializarea limba și literatura română (1961–1966), și a obținut licența în filologie în anul 1966. A obținut în 1975 titlul de doctor în filologie cu teza Structura metaforei în poezia română modernă, susținută la Universitatea din Timișoara.
După absolvirea facultății a fost angajat la Institutul de Cercetări Socio-Umane „Titu Maiorescu” al Academiei Române – Filiala Timișoara (1966–1984), unde a fost cercetător, cercetător științific și cercetător științific principal. A lucrat apoi ca redactor (1985), redactor-șef (1985–1989) și director (1990) al Editurii Facla din Timișoara. După ce a demisionat de la Editura Facla, a fost redactor la Editura de Vest (1991–1995) și apoi redactor-șef la Editura Amarcord.
A fost căsătorit cu Olimpia Berca (1933–2014), stilistician, istoric și critic literar. S-a recăsătorit apoi la 18 august 2017 cu prozatoarea și eseista Mirela-Ioana Borchin (n. 1966).
Eugen Dorcescu este membru al Uniunii Scriitorilor din România, Filiala Timișoara (din 1976).
Începând din 21 martie 2023 Eugen Dorcescu este membru corespondent (Académico Correspondiente) al Academiei Hispanoamericane „Buenas Letras” din Madrid (https://ziarultimisoara.ro/cultura/10017-recunoastere-internationala-pentru-scriitorul-eugen-dorcescu).

## Activitatea literară
Eugen Berca s-a făcut cunoscut în lumea literară sub pseudonimul Eugen Dorcescu, sub care și-a publicat scrierile. A debutat în 1969 cu un fragment de proză în ziarul Viitorul din Turnu Severin (1969), colaborând apoi cu versuri și proză în revistele literare Luceafărul, Viața Românească, Familia, Amfiteatru, Steaua, Orizont etc.
Primele versuri au fost publicate în presa literară în 1970 și au fost urmate de câteva volume de versuri: Pax magna (1972), Desen în galben (1978), Arhitectura visului (1982), Culegătorul de alge (1985), Epistole (1990), Cronică (1993), Abaddon (1995), Exodul (2001), Omul de cenușă (2002), Elegii (2003) și altele. Criticul Laurențiu Ulici afirma că poetul Eugen Dorcescu a evoluat de la rigoarea constructivă clasicistă proprie parnasianismului către o construcție cu accente ermetice de tip barbian și mai departe către o creație lirică reflexivă și expresionistă ce urmărește căutarea interiorității și descoperirea sensibilității, după cum au remarcat și alți critici.
Poezia lui Dorcescu are o prozodie riguroasă și muzicalitate, abundă în metafore și degajă impresia unei contemplări reci, impersonale. Primele două volume conțin în principal poeme de două catrene, care dovedesc economie verbală și abstractizare și evită sugestia producerii unor evenimente lăuntrice. Solemnitatea și muzicalitatea versurilor și absența variației metrice apropie discursul poetic de retorica ritualică, diluând emoția lirică. Aspectul teoretic al poeziilor creează o aparență de „calofilie rece și de plutire în abstract ale dicțiunii” și împiedică, potrivit lui Laurențiu Ulici, o receptarea adecvată a creației lirice a lui Eugen Dorcescu. În opinia criticului Ioan Buduca, poezia lui Eugen Dorcescu „nu ilustrează o identitate lirică inconfundabilă, ci mai degrabă un moment al stabilizării liricii noastre la începutul deceniului al optulea”. Autorul cultivă un stil poetic multiepigonic și impersonal, dovedind o „îndemânare lirică” în asimilarea retoricii poetice.
Volumele de versuri publicate mai târziu: Cronică (1993), Abaddon (1995) și Exodul (2001) exprimă frământările unui suflet sensibil alienat într-o lume despiritualizată, constituind „cărți ale infernului personal”. Autorul se înscrie pe linia poeților mistici și încearcă să obțină izbăvirea existențială prin captarea mesajului transcendent și convertirea lui într-un cântec. Alte volume de versuri conțin transpuneri în versuri a textelor scripturistice sacre: Psalmii în versuri (1993), Ecclesiastul în versuri (1997), Pildele în versuri (1998), care sunt incluse, împreună cu „Rugăciunea regelui Manase”, în antologia Biblice (2003). Aceste aspirații către spiritualitate consolidează vocația de poet metafizic a lui Eugen Dorcescu.
Într-un interviu din 2001, Virgil Nemoianu se întreba: „... câtă lume își dă seama că Eugen Dorcescu e unul din marii noștri poeți contemporani...?” („Adevărul literar și artistic”, nr. 565/ 2 mai 2001). În 2007, același Virgil Nemoianu afirma: „Cu riscul repetiției spun că Dorcescu trebuie socotit drept unul din cei  mai însemnați și mai valoroși poeți actuali ai literaturii române, de fapt unul  din relativ puținii poeți adevărați care funcționează în ultimele două decenii la Dunăre și Carpați”. (Prefață la volumul de poezie al lui Eugen Dorcescu În Piața Centrală, Editura Marineasa, Timișoara, 2007, p.5-6). 
O caracterizare succintă a poeziei lui Eugen Dorcescu a fost efectuată de hermeneutul spaniol Andrés Sánchez Robayna: „Marea tradiție a poeziei române, de la Mihai Eminescu până la Tudor Arghezi, se vede asumată în fiecare vers al lui Dorcescu, sublimată în fiecare din cuvintele sale, și se leagă cu unele dintre marile preocupări care, de la Mallarmé până la Luzi sau Bonnefoy, determină limbajul și lumea celei mai vii poezii europene a modernității. Nu va fi inutil să se atragă atenția asupra lui Dorcescu ca poet european… Fiindcă important este că, în creația lui, sunt puse unele din cheile cele mai adânci ale modernității poetice…” Iată și opinia unui alt scriitor spaniol, poetul, prozatorul și eseistul Luis León Barreto: „Pentru o parte a criticii naționale și pentru critica internațională, [Eugen Dorcescu] este cel mai important poet în viață din România”.
Criticul Zenovie Cârlugea sintetizează astfel profilul poetului: „Poet de «înaltă linie», ca să ne exprimăm după clasificarea lui Blaga, dar nu al unei goale transcendențe, ci al idealității încununate de o filosofie a mântuirii creștine, deci un demers spiritual-ideatic în perspectivă soteriologică, Eugen Dorcescu este unul dintre puținii noștri scriitori de azi care, dezavuând experimentalismele și ingineriile filologice postmoderniste de tot soiul, de oriunde ar veni ele, a rămas credincios Poeziei și marelui drum împărătesc al acesteia...”.
Volumul Metafora poetică (1975), o adaptare a tezei de doctorat, este un studiu critic care încearcă lămurirea structurilor metaforei; criticii consideră că are „utilitatea practică a unui ghid de stilistică”, cu toate că este parțial sufocat de teorie și excesiv de abstract. Mai apreciat a fost volumul Embleme ale realității (1978), în care autorul a realizat câteva portrete ale unor poeți contemporani. Alte cărți sunt adresate în special copiilor precum Dodoacă și Biciușcă (1986), Castelul de calcar (1988) și Căsuța fermecată (1989).
Eugen Dorcescu a contribuit la realizarea unei ediții critice a Gramaticii românești a lui Diaconovici-Loga (1973) și a colaborat, de asemenea, la Noul atlas lingvistic pe regiuni (1980) și la Dicționar de epitete al limbii române (1985). A efectuat traduceri din limbile franceză și spaniolă ale operelor lui Pierre Loti, Coriolano González Montañez, Rosa Lentini, Jaime Siles și Andrés Sánchez Robayna și a tradus poezii ale lui Lamartine, Leconte de Lisle, Charles Baudelaire, Fernando Sabido Sánchez și Maria Cinta Montagut etc., care au apărut în diferite reviste.

## Premii
Activitatea literară a lui Eugen Dorcescu a fost recunoscută prin decernarea mai multor premii și onoruri, printre care:
- Premiul pentru poezie al Asociației Scriitorilor din Timișoara, acordat în 1983, pentru volumul Arhitectura visului (1982);[1][6][17]
- Premiul pentru poezie al Filialei din Timișoara a Uniunii Scriitorilor, acordat în 1994, pentru volumele Psalmii în versuri (1993) și Cronică (1993);[6][18]
- Premiul pentru eseu al Filialei din Timișoara a Uniunii Scriitorilor, acordat în 2001, pentru volumul Scrisori la un prieten (2000);[6][18]
- Diploma de Excelență pentru întreaga activitate literară, acordată de Filiala din Timișoara a Uniunii Scriitorilor, 2006;[18]
- Premiul literar „Nikolaus Berwanger” pe anul 2006, pentru întreaga creație poetică, decernat de Filiala Timișoara a Uniunii Scriitorilor;[18]
- Premiul pentru poezie al Uniunii Scriitorilor din România, Filiala Timișoara, acordat în 2010, pentru volumul drumul spre tenerife (2009);[18]
- Premiul „Opera Omnia”, pentru întreaga creație literară, acordat de Uniunea Scriitorilor din România, Filiala Timișoara, 2012;[18]
- Titlul de Cetățean de Onoare al Timișoarei, decernat la 1 august 2014;[18]
- Marele Premiu „Sfântul Gheorghe” la Festivalul internațional de poezie „Drumuri de spice”, Uzdin, Serbia, 2017.[19]

## Opera literară
- Pax magna, versuri, Editura Cartea Românească, București, 1972;
- Metafora poetică, teorie literară, Editura Cartea Românească, București, 1975;
- Desen în galben, versuri, Editura Facla, Timișoara, 1978;
- Embleme ale realității, eseuri, Editura Cartea Românească, București, 1978;
- Arhitectura visului, versuri, Editura Facla, Timișoara, 1982;
- Culegătorul de alge, versuri, Editura Facla, Timișoara, 1985;
- Dodoacă și Biciușcă, proză fantastică, Editura Facla, Timișoara, 1986;
- Castelul de calcar, proză fantastică, Editura Ion Creangă, București, 1988;
- Căsuța fermecată, povestiri pentru copii, Editura Junimea, Iași, 1989;
- Epistole, versuri, Editura Dacia, Cluj-Napoca, 1990;
- Cărarea din insulă, proză fantastică, Editura Excelsior, Timișoara, 1991;
- Psalmii în versuri, Editura Excelsior, Timișoara, 1993 (ed. a II-a revăzută și adăugită, Editura Marineasa, Timișoara, 1997);
- Cronică, versuri, textul de pe coperta a IV-a G. I. Tohăneanu, Editura de Vest, Timișoara, 1993;
- Piticul arămiu, povestiri, Editura de Vest, Timișoara, 1995;
- Abaddon, versuri, Editura Amarcord, Timișoara, 1995;
- Ecclesiastul în versuri, Editura Marineasa, Timișoara, 1997;
- Pildele în versuri, Editura Marineasa, Timișoara, 1998;
- Poezii despre și pentru Raluca, Editura Excelsior, Timișoara, 1998;
- Scrisori la un prieten, eseuri sub formă epistolară, Editura Excelsior, Timișoara, 2000;
- Exodul, versuri, textul de pe coperta a IV-a Adriana Iliescu, Editura Augusta, Timișoara, 2001;
- Omul de cenușă, antologie lirică, cu o prefață de Adrian Dinu Rachieru, scurtă crestomație critică („Opinii”) și bio-bibliografie de Olimpia Berca, textul de pe coperta a IV-a Virgil Nemoianu, Editura Augusta, Timișoara, 2002;
- Elegii, versuri, textul de pe coperta a IV-a Adriana Iliescu, Editura Mirton, Timișoara, 2003;
- Biblice, antologie alcătuită din Psalmii, Ecclesiastul, Pildele și Rugăciunea regelui Manase, textul de pe coperta a IV-a Valeriu Anania, Editura Marineasa, Timișoara, 2003 (pdf);
- Moartea tatălui, versuri, prefață de Ion Arieșanu, Editura Marineasa, Timișoara, 2005;
- Basme și povestiri feerice, antologie, Editura Eubeea, Timișoara, 2005;
- L’histoire d’une névrose, 11 povestiri francofone, Editura Mirton, Timișoara, 2007;
- În Piața Centrală, versuri, prefață de Virgil Nemoianu, Editura Marineasa, Timișoara, 2007;
- Poetica non-imanenței, eseuri și critică literară, Editura on-line Semănătorul, București, 2008 (ed. a II-a, Editura Palimpsest, București, 2009);
- Omul din oglindă, antologie de versuri (2003–2007), însoțită de studii critice și de o fișă bio-bibliografică, Editura on-line Semănătorul, București, 2009 (ed. a II-a, revizuită, Globusz Publishing, 2009);
- Abyssus abyssum invocat, antologie de versuri, Editura on-line Semănătorul, București, 2009;
- Drumul spre tenerife, versuri, Editura Eubeea, Timișoara, 2009 (ed. a II-a, revizuită, Editura on-line Semănătorul, București, 2009; traducerea în spaniolă realizată de Coriolano González Montañez și Eugen Dorcescu a fost publicată în volumul el camino hacia tenerife, Ediciones Idea, Colección Atlántica, Santa Cruz de Tenerife-Las Palmas de Gran Canaria, Spania, 2010) (pdf);
- Elegiile de la Bad Hofgastein, versuri, Editura Mirton, Timișoara, 2010 (ed. bilingvă spaniolă-română, Las elegías de Bad Hofgastein – Elegiile de la Bad Hofgastein, traducere în limba spaniolă și prefață: Coriolano González Montañez, Editura Mirton, Timișoara, 2013) (pdf);
- Poemele bătrânului - Poemas del viejo, versuri, ediție bilingvă, traducere în limba spaniolă: Rosa Lentini și Eugen Dorcescu, Editura on-line Semănătorul, București, 2010 (ed. a II-a, cu o prefață de Andrés Sánchez Robayna, Ediciones Igitur, Montblanc (Tarragona), Spania, 2012) (pdf);
- 113 Poezii, antologie de versuri (1972–2012), Ed. Calameo, 2013;
- Literatură și metafizică, Editura Calameo, 2014 (pdf);
- Nirvana, versuri, Editura Mirton, Timișoara, 2014 (pdf);
- NIRVANA. Cea mai frumoasă poezie, ediție nevarietur, selecție, schiță biobibliografică, notă asupra ediției și eseu hermeneutic de Mirela–Ioana Borchin, Editura Eurostampa, Timișoara, 2015 (pdf);
- Elegiile de la Carani, Editura Mirton, Timișoara, 2017 (pdf);
- Sub cerul Genezei, versuri, Editura Mirton, Timișoara, 2017;
- Agonia caniculei, versuri, ediție îngrijită, notă asupra ediției și glose de Mirela-Ioana Dorcescu, Editura Mirton, Timișoara, 2019 (pdf);
- Elegías Rumanas, Obra reunida, selección del autor. Traducción y edición crítica: Coriolano González Montañez; Biobibliografía y selección de opiniones críticas: Mirela-Ioana Borchin-Dorcescu, Editorial Arscesis, La Muela (Zaragoza), Spania, 2020;
- Îngerul Adâncului. Pagini de jurnal (1991–1998), ediție îngrijită, selecție de texte, prefață și note de Mirela-Ioana Dorcescu, Editura Mirton, Timișoara, 2020, 537 p.(pdf);
- Adam. Pagini de jurnal (2000–2010), ediție critică de Mirela-Ioana Dorcescu, Editura Mirton, Timișoara, 2020, 550 p. (pdf);
- Biblice, versuri, ediție îngrijită de Mirela-Ioana Dorcescu, Editura Eurostampa, Timișoara, 2021, 306 p.;
- Aproapele. 111 Psalmi și alte poeme, ediție critică de Mirela-Ioana Dorcescu; postfață de Florin-Corneliu Popovici, Editura Eurostampa, Timișoara, 2022, 164 p. (pdf);
- Leviatanul. Poeme uitate, ediție critică de Mirela-Ioana Dorcescu; postfață de Mariana Anghel, Editura Eurostampa, Timișoara, 2022, 178 p.;
- Miozotis. Poeme regăsite, ediție critică de Mirela-Ioana Dorcescu; postfață de Livius Petru Bercea, Editura Eurostampa, Timișoara, 2023, 198 p.;
- Hic sunt leones. Exegeze, eseuri, Editura Waldpress, Timișoara, 2023, 340 p.;
- Montségur (Poemele Mirelei), versuri, Editura Waldpress, Timișoara, 2024, 76 p;
- Psalmi miezonoptici, versuri, Editura Waldpress, Timișoara, 2025, 80 p.

### Traduceri
- Michel Tardieu, Maniheismul, în colab. cu Olimpia Berca, Timișoara, 1995;
- Pierre Loti, Doamna Crizantema, Editura Excelsior, Timișoara, 1998;
- Coriolano González Montañez, Călătoria, poezie, Editura on-line Semănătorul, București, 2009 (ed. a II-a, Editura Mirton, Timișoara, 2010);
- Rosa Lentini, Tsunami și alte poeme, Editura on-line Semănătorul, București, 2011 (ed. a II-a, Editura Mirton, Timișoara, 2011);
- Andrés Sánchez Robayna, Umbra și aparența – La sombra y la apariencia, ediție bilingvă spaniolă-română, traducere și prezentare: Eugen Dorcescu, Editura Mirton, Timișoara, 2012;
- Fernando Sabido Sánchez, Poemas – Poeme, cu o prefață în limba engleză de Mirela-Ioana Borchin, ISSUU, 2017;
- Jaime Siles, Poemas – Poeme, cu o prefață în limba engleză de Mirela-Ioana Borchin, ISSUU, 2017;
- Jaime Siles, Meránides el frigio/ Meránides frigianul. Poemas – Poeme, ediție bilingvă, spaniolă-română, traducere și prezentare: Eugen Dorcescu, Editura Eurostampa, Timișoara, 2023, 96 p. (pdf) ;
- Guillermo Eduardo Pilía, Como hierba en la sombra/ Ca iarba la umbră, Treinta poemas/ Treizeci de poeme (1990 – 2021), ediție bilingvă, spaniolă-română, traducere și prezentare: Eugen Dorcescu, Editura Eurostampa, Timișoara, 2023, 94 p.;
- traduceri din Baudelaire, Leconte de Lisle, Alphonse de Lamartine, Ernesto Suárez, Elkin Restrepo, Fernando Sabido Sánchez, Maria Cinta Montagut (în reviste).